# El gran cop (pel·lícula de 2012)
El gran cop (en coreà Dodukdeul 도둑들) és una pel·lícula de robatoris de comèdia d'acció de Corea del Sud de 2012 dirigida per Choi Dong-hoon amb un repartiment de conjunt. Ha estat doblada al català.
Amb més de 12,9 milions de vendes d'entrades, la comèdia d'acció és la desena pel·lícula més taquillera de la història del cinema coreà.

## Argument
A Seül, una banda de lladres professionals ha fet del frau i el robatori una forma de vida.
En sortir de la presó, Pepsee, un especialista en seguretat, s'uneix a Popie, el cervell d'un bon equip que va convocar els seus antics socis per participar en el atracament del segle. Abans d'anar a Macao per aquest nou contracte, l'equip s'atura a Hong Kong, on Popie coneix Macao Park, el cervell del atrac i antic company que una vegada va fugir amb tres milions de dòlars en or. Aquest últim, acompanyat del seu propi equip de la Xina i l'equip de Popie tenen la missió de robar "Les llàgrimes del sol" un diamant estimat en vint milions de dòlars, que pertany a Madame Tiffany i que es troba sota alta protecció en un casino. Malauradament, el robatori no va com estava previst.

## Repartiment
- Kim Yoon-seok com a Macao Park
  - Seo Young-joo com a jove Macao Park
- Kim Hye-soo com a Pepsee[7][8][9][10]
- Lee Jung-jae com a Popi[7][11][12][13][14]
- Jun Ji-hyun com a Yenicall[15][16][17][18][19]
- Simon Yam com a Chen
- Kim Hae-sook com a Chewingum
- Oh Dal-su com a Andrew[20]
- Kim Soo-hyun com a Zampano[21][22][23]
- Derek Tsang com a Johnny
- Joo Jin-mo com a detectiu
- Ki Gook-seo com a Wei Hong
- Ye Soo-jung com a Tiffany
- Chae Gook-hee com a informant
- Choi Deok-moon com a amo del casino
- Jang Joon-nyung com a detectiu
- Choi Jin-ho com a One Eye
- Son Byung-wook com a Young-sik
- Na Kwang-hoon com a cap d’investigació criminal
- Angelica Lee com a Julie (aparició especial)[24]
- Shin Ha-kyun com a propietari de la galeria (aparició especal)
- Kim Young-woong com a detectiu de l’edifici del costat

## Producció
Les negociacions de càsting van començar des de finals de 2010, i el 21 de març de 2011, el distribuïdor de pel·lícules Showbox va confirmar el repartiment d'estrelles en un comunicat de premsa. El director Choi Dong-hoon va ser citat: "Aquests són els mateixos actors que m'han inspirat a escriure el que tinc per al guió de la pel·lícula a partir de la seva primera línia. Estic somiant amb crear conjunts explosius que xoquin o harmonitzin dins del seu interior una sola pel·lícula a causa dels seus diferents estils." Choi va confessar més tard que la idea de dirigir aquest grup d'actors i actrius d'alt perfil era "realment espantosa", però "durant el rodatge, no vaig poder apartar els ulls del monitor pel carisma de tots aquests actors. Mai se'm va ocórrer que calia tractar-los d'una determinada manera. És que el guió s'ha d'entendre del tot... Parlem. Infecteu-los lentament amb els meus pensaments, barrejant l'individu amb el to i la manera de la pel·lícula."
A l'anomenar Choi "un geni que també treballa molt dur", l'actriu Kim Hye-soo va quedar meravellada quan va llegir el guió per primera vegada, i va dir: "Va ser un producte d'un gran esforç, idees genials i una orientació al detall. Crec que sap qui és, el tipus exacte de pel·lícules que vol fer i com fer-les El gran cop ho demostra."
En comparacions amb Ocean's Eleven, el director va dir que mai va entrar en producció pensant conscientment en l'exitosa pel·lícula de Hollywood. Tot i que semblant-hi, creu que El gran cop s'acosta més a les seves pel·lícules anteriors The Big Swindle i Tazza: The High Rollers, amb l'acció presentada. "invertit amb més emoció". Kim Yoon-seok va afegir que, al contrari de la col·laboració compatible i harmònica dels personatges a Ocean's Eleven, "a El gran cop, estem per tot arreu, tots amb els nostres propis errors. Però crec que veureu a través de les amistats i l'amor de la pel·lícula, els nostres desenvolupaments emocionals únics es mostraran."
Després de sis mesos de rodatges a Seül, Busan, Macau, i Hong Kong, el rodatge va acabar el 7 de desembre de 2011.

## Taquilla
Amb 436.622 entrades venudes el dia del seu llançament, El gran cop va registrar la segona obertura d'un sol dia més alta de tots els temps a Corea després que L'hoste va estrenar amb 449.500 entrades. entrades venudes el 2006. En el seu sisè dia d'estrena, va superar la marca dels 3 milions d'audiència i va atreure 3,35 milions d'espectadors.
 En vuit dies, les xifres havien pujat a 4.365.078 entrades, a l'onzè dia, va atreure 6,2 milions d'espectadors, al tretzè dia, 7 milions, i uns 8 milions el setzè dia.
Després de 22 dies, va assolir el "número màgic" de 10 milions d'espectadors, la sisena pel·lícula que ho ha aconseguit en la història del cinema coreà. Kim Soo-hyun aleshores va complir la seva promesa pública de fer un viatge a cavall amb el posseïdor número 10 milions d'entrades, una noia de secundària.
Després d'aconseguir més d'11 milions d'espectadors en la seva quarta setmana, va arribar al número 4 de les llistes de taquilla de tots els temps de Corea, superant Haundae. Després va passar els 12 milions va saltar Taegukgi, i en la seva sisena setmana els seus 12,31 milions van superar el rècord de King and the Clown per convertir-se en la segona pel·lícula més taquillera de la història del cinema coreà.
Tot i que el promotor de la pel·lícula va enviar un comunicat de premsa que El gran cop va assolir les 13.020.393 entrades el 2 d'octubre (70 dies des de la seva obertura), cosa que la converteix en la més alta de la taquilla de tots els temps, el Korean Film Council va informar que les entrades actuals eren de 12.983.334, deixant el rècord anterior a L'hoste.

## Versió internacional
Els drets de distribució de la imatge van ser adquirits per diversos països com Singapur, Malàisia, Brunei, Indonèsia, Taiwan, Xina, Hong Kong, Tailàndia i Vietnam. Va fer la seva estrena nord-americana al Festival Internacional de Cinema de Toronto de 2012, i va ser distribuït als EUA per Well Go USA Entertainment.

## Premis i nominacions
| Any  | Premis                                                   | Categoria                                       | Receptor                     | Resultat  |
| ---- | -------------------------------------------------------- | ----------------------------------------------- | ---------------------------- | --------- |
| 2012 | 21ns Buil Film Awards                                    | Millor director                                 | Choi Dong-hoon               | Nominat   |
| 2012 | 21ns Buil Film Awards                                    | Millor actriu secundària                        | Kim Hae-sook                 | Nominat   |
| 2012 | 21ns Buil Film Awards                                    | Millor actor novell                             | Kim Soo-hyun                 | Nominat   |
| 2012 | 21ns Buil Film Awards                                    | Millor fotografia                               | Choi Young-hwan              | Guanyador |
| 2012 | 21ns Buil Film Awards                                    | Millor direcció artística                       | Lee Ha-jun                   | Guanyador |
| 2012 | 21ns Buil Film Awards                                    | Buil Readers' Jury Award                        | The Thieves                  | Guanyador |
| 2012 | 49ns Grand Bell Awards                                   | Millor director                                 | Choi Dong-hoon               | Nominat   |
| 2012 | 49ns Grand Bell Awards                                   | Millor actriu secundària                        | Kim Hae-sook                 | Guanyador |
| 2012 | 32ns Premis de l'Associació Coreana de Crítics de Cinema | Millor fotografia                               | Choi Young-hwan              | Guanyador |
| 2012 | 33rd Blue Dragon Film Awards                             | Millor pel·lícula                               | The Thieves                  | Nominat   |
| 2012 | 33rd Blue Dragon Film Awards                             | Millor director                                 | Choi Dong-hoon               | Nominat   |
| 2012 | 33rd Blue Dragon Film Awards                             | Millor actriu secundària                        | Kim Hae-sook                 | Nominat   |
| 2012 | 33rd Blue Dragon Film Awards                             | Millor actor novell                             | Kim Soo-hyun                 | Nominat   |
| 2012 | 33rd Blue Dragon Film Awards                             | Millor guió                                     | Choi Dong-hoon, Lee Ki-cheol | Nominat   |
| 2012 | 33rd Blue Dragon Film Awards                             | Millor fotografia                               | Choi Young-hwan              | Nominat   |
| 2012 | 33rd Blue Dragon Film Awards                             | Best Lighting                                   | Kim Sung-kwan                | Nominat   |
| 2012 | 33rd Blue Dragon Film Awards                             | Premi tècnic                                    | Yoo Sang-sub, Jung Yoon-hyun | Guanyador |
| 2012 | 33rd Blue Dragon Film Awards                             | Premi a la Popularitat                          | Kim Soo-hyun                 | Guanyador |
| 2012 | 33rd Blue Dragon Film Awards                             | Premi del públic a la pel·lícula més popular    | The Thieves                  | Guanyador |
| 2012 | 20th Korean Culture and Entertainment Awards             | Gran Premi (Daesang)                            | Kim Yoon-seok                | Guanyador |
| 2012 | 20th Korean Culture and Entertainment Awards             | Millor pel·lícula                               | The Thieves                  | Guanyador |
| 2012 | 20th Korean Culture and Entertainment Awards             | Premi a l'excel·lència màxima, actriu de cinema | Kim Hye-soo                  | Guanyador |
| 2012 | 13th Women in Film Korea Awards                          | Millor productor                                | Ahn Soo-hyun                 | Guanyador |
| 2013 | 4th KOFRA Premis de Cinema                               | Millor actriu secundària                        | Kim Hae-sook                 | Guanyador |
| 2013 | 7ns Asian Film Awards                                    | Millor actriu secundària                        | Kim Hye-soo                  | Nominat   |
| 2013 | 7ns Asian Film Awards                                    | Millor actriu secundària                        | Jun Ji-hyun                  | Nominat   |
| 2013 | 7ns Asian Film Awards                                    | Millor fotografia                               | Choi Young-hwan              | Nominat   |
| 2013 | 7ns Asian Film Awards                                    | Millor muntatge                                 | Shin Min-kyung               | Nominat   |
| 2013 | 49ns Baeksang Arts Awards                                | Millor director                                 | Choi Dong-hoon               | Nominat   |
| 2013 | 49ns Baeksang Arts Awards                                | Millor actriu secundària                        | Jun Ji-hyun                  | Nominat   |